# Serie A 2008-2009 (rugby a 15 femminile)
La Serie A 2008-09 fu il 18º campionato di rugby a 15 femminile di prima divisione organizzato dalla Federazione Italiana Rugby e il 25º assoluto.
Si tenne dal 12 ottobre 2008 al 31 maggio 2009 tra 7 squadre che si affrontarono con la formula della stagione regolare a girone unico più una fase a play-off tra le prime quattro classificate dalla prima fase
Si laurearono campionesse per la 15ª volta le Red Panthers, sezione femminile del Benetton che batterono in finale il Riviera del Brenta per 18-14.

## Squadre partecipanti
- Le Lupe (Piacenza)
- Monza
- Orso (Biella)
- Pesaro
- Red & Blu (Roma)
- Red Panthers (Treviso)
- Riviera del Brenta (Mira)

## Stagione regolare

### Risultati
| 12-10-2008 | 1ª/8ª giornata                      | 21-12-2008 |
| ---------- | ----------------------------------- | ---------- |
| 31-5       | Red Panthers - Monza                | 20-6       |
| 7-35       | Orso - Red & Blu                    | 5-60       |
| 0-78       | Mustang Pesaro - Riviera del Brenta | 0-110      |
| Rip.       | Le Lupe                             |            |
|            |                                     |            |

| 2-11-2008 | 4ª/11ª giornata                   | 25-1-2009 |
| --------- | --------------------------------- | --------- |
| 46-3      | Monza - Orso                      | 113-0     |
| 36-8      | Red Panthers - Riviera del Brenta | 32-0      |
| 22-0      | Le Lupe - Mustang Pesaro          | 29-5      |
| Rip.      | Red & Blu                         |           |
|           |                                   |           |

| 7-12-2008 | 7ª/14ª giornata              | 26-4-2009 |
| --------- | ---------------------------- | --------- |
| 0-107     | Orso - Red Panthers          | 0-139     |
| 42-5      | Red & Blu - Mustang Pesaro   | 17-0      |
| 27-0      | Riviera del Brenta - Le Lupe | 22-0      |
| Rip.      | Monza                        |           |

| 19-10-2008 | 2ª/9ª giornata            | 11-1-2009 |
| ---------- | ------------------------- | --------- |
| 75-0       | Riviera del Brenta - Orso | 95-0      |
| 3-22       | Red & Blu - Red Panthers  | 5-79      |
| 19-0       | Monza - Le Lupe           | 10-0      |
| Rip.       | Mustang Pesaro            |           |
|            |                           |           |

| 23-11-2008 | 5ª/12ª giornata               | 5-4-2009 |
| ---------- | ----------------------------- | -------- |
| 7-20       | Orso - Le Lupe                | 0-127    |
| 0-12       | Red & Blu - Monza             | 10-3     |
| 5-88       | Mustang Pesaro - Red Panthers | 0-137    |
| Rip.       | Riviera del Brenta            |          |

| 26-10-2008 | 3ª/10ª giornata                | 18-1-2009 |
| ---------- | ------------------------------ | --------- |
| 0-74       | Le Lupe - Red Panthers         | 0-65      |
| 24-12      | Riviera del Brenta - Red & Blu | 13-6      |
| 0-72       | Mustang Pesaro - Monza         | 0-84      |
| Rip.       | Orso                           |           |
|            |                                |           |

| 30-11-2008 | 6ª/13ª giornata            | 19-4-2009 |
| ---------- | -------------------------- | --------- |
| 15-0       | Mustang Pesaro - Orso      | 10-5      |
| 0-32       | Le Lupe - Red & Blu        | 7-19      |
| 3-9        | Monza - Riviera del Brenta | 5-7       |
| Rip.       | Red Panthers               |           |

### Classifica
| Pos | Squadra            | G  | V  | N | P  | PF  | PS  | DP   | BMP | Pt |
| --- | ------------------ | -- | -- | - | -- | --- | --- | ---- | --- | -- |
| 1   | Red Panthers       | 12 | 12 | 0 | 0  | 830 | 32  | +798 | 12  | 60 |
| 2   | Riviera del Brenta | 12 | 10 | 0 | 2  | 468 | 94  | +374 | 5   | 45 |
| 3   | Monza              | 12 | 7  | 0 | 5  | 378 | 80  | +298 | 7   | 35 |
| 4   | Red & Blu          | 12 | 7  | 0 | 5  | 241 | 177 | +64  | 5   | 33 |
| 5   | Le Lupe            | 12 | 4  | 0 | 8  | 205 | 280 | −75  | 3   | 19 |
| 6   | Pesaro             | 12 | 2  | 0 | 10 | 40  | 684 | −644 | 1   | 9  |
| 7   | Orso               | 12 | 0  | 0 | 12 | 27  | 842 | −815 | 0   | 0  |

## Play-off
|  | Semifinali | Semifinali         | Semifinali         |                    |              | Finale       | Finale | Finale |  |
|  |            |                    |                    |                    |              |              |        |        |  |
|  | 1          | Red Panthers       | 52                 |                    |              |              |        |        |  |
|  | 1          | Red Panthers       | 52                 |                    |              |              |        |        |  |
|  | 4          | Red & Blu          | 0                  |                    |              |              |        |        |  |
|  | 4          | Red & Blu          | 0                  |                    | Red Panthers | Red Panthers | 18     |        |  |
|  |            |                    |                    |                    | Red Panthers | Red Panthers | 18     |        |  |
|  |            |                    | Riviera del Brenta | Riviera del Brenta | 14           |              |        |        |  |
|  | 2          | Riviera del Brenta | Riviera del Brenta | Riviera del Brenta | 14           | 13           |        |        |  |
|  | 2          | Riviera del Brenta |                    |                    |              |              |        |        |  |
|  | 3          | Monza              | 5                  |                    |              |              |        |        |  |

### Semifinali
| Treviso 3 maggio 2009, ore 14:30 UTC+2 | Red Panthers             | 52 – 0 | Red & Blu | Campo La Ghirada\| Arbitro: \| Barbara Guastini (Prato) \| |
| Arbitro:                               | Barbara Guastini (Prato) |        |           |                                                            |

| Mira 3 maggio 2009, ore 15:30 UTC+2 | Riviera del Brenta      | 13 – 5 | Monza | Stadio comunale\| Arbitro: \| Monia Salvini (Firenze) \| |
| Arbitro:                            | Monia Salvini (Firenze) |        |       |                                                          |

### Finale
| Arbitro: | Federica Guerzoni (Ferrara) |

| |              | |
| 33’, 52’ Renosto | mt           | 30’ Valentina Schiavon |
| 33’ Tondinelli | tr           | |
| 10’, 13’ Tondinelli | c.p.         | 16’, 41’, 75’ Veronica Schiavon |
| · Furlan · Barattin · Colusso · 49’ Peron · Renosto · Tondinelli · 58’ Costa · F. Gallina · 49’ Menuzzo · A. Bado · 65’ Tronchin · Severin · Mestriner · L. Stefan (c) · Franchin | Formazioni   | Veronica Schiavon Veronese Zampieri Pizzati (c) Gabrieli Ruzza Valentina Schiavon Vigato Bettin M. Nespoli Gai Barbini Bonaldi Giraudo A. Nespoli |
| · 49’ De Nicolao · 49’ Tosello · 58’ Facchini · 65’ Bortoletto | Sostituzioni | |
| Antonella Rossetti | Allenatori   | Samanta Botter |

## Verdetti
- Red Panthers: campione d'Italia
- Pesaro, Orso: retrocesse in serie B.